# Центральный институт труда
Центральный институт труда (ЦИТ) — научно-методический центр в области научной организации труда Российской Советской Республики (1921—1924) и СССР (1924—1940) .

## История

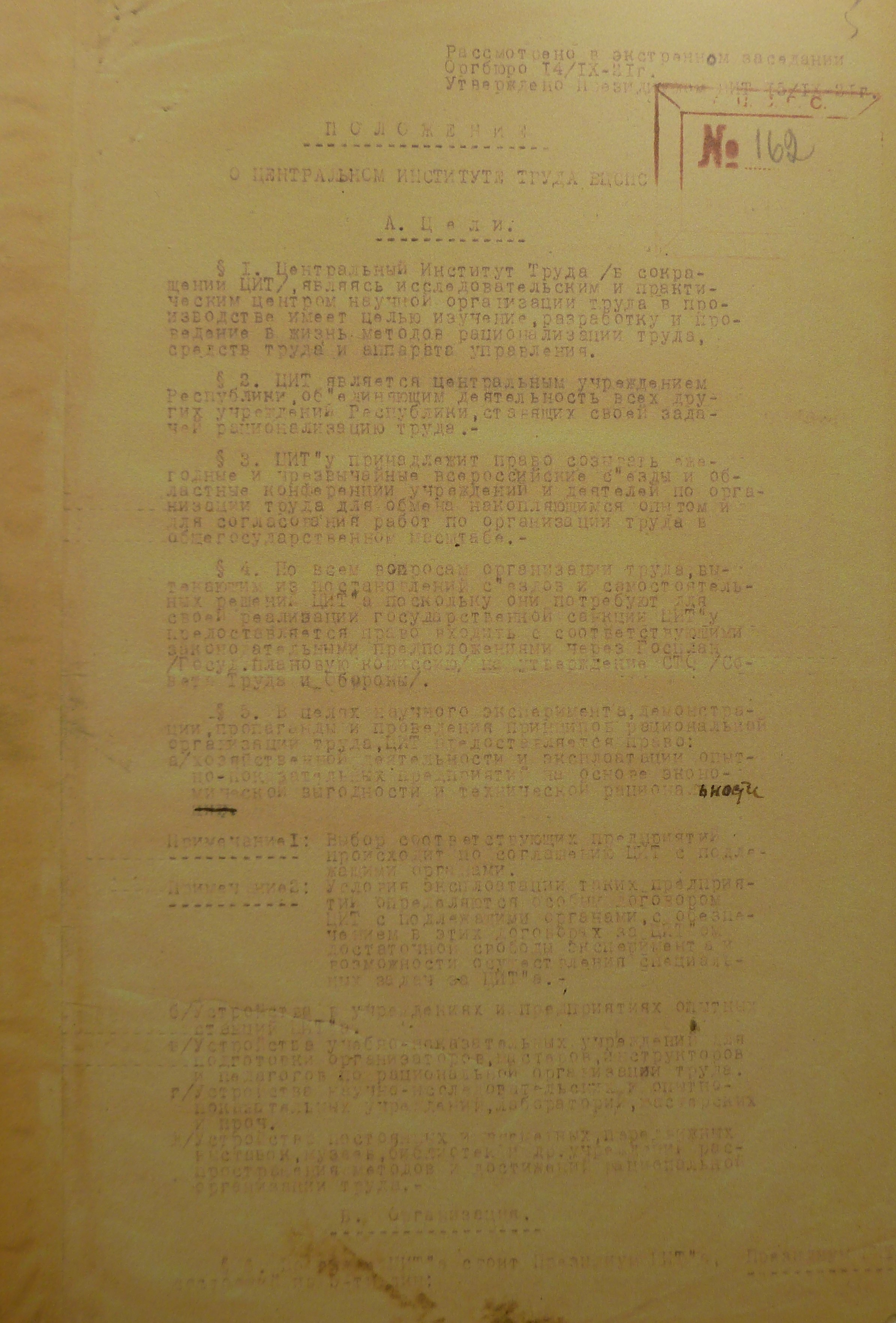
Положение о ЦИТ от 15 сентября 1921 года

Будущий основатель института, революционер и поэт — А. К. Гастев был убеждён в необходимости систематической работы по исследованию трудовых процессов с целью их совершенствования. В ходе своей работы на ряде предприятий в России и за рубежом он занимался изучением отдельных операций и впервые выступил в печати с методикой классификации работ в зависимости от приёмов, которые употребляются рабочими на заводе. В 1917—1918 годах, будучи секретарем ЦК ВСРМ (Всероссийского союза рабочих-металлистов), он активно занимается профсоюзной и культурно-организаторской работой и активно участвовал в продвижении идей научной организации труда.
В феврале 1921 на I конференции по научной организации труда А. К. Гастевым были впервые оглашены правила «Как надо работать», эти правила были напечатаны в газетах Известия, Труд, перепечатаны во всех рабочих газетах и журналах по научной организации труда. К правилам были обширные комментарии, пояснения и дополнения. Сами правила были широко опубликованы в виде плакатов, листовок. Также в начале 1921 года Гастевым была выпущена брошюра «Наши задачи» в которой была дана краткая характеристика состояния организации труда в Советской России и за рубежом, изложен план работ, структура Института труда при ВЦСПС и методология его работы.
| 1.  | Сначала продумай всю работу досконально. | План                      |
| 2.  | Приготовь весь нужный инструмент и приспособления. | Заготовка                 |
| 3.  | Убери с рабочего места всё лишнее, удали грязь. | Чистота                   |
| 4.  | Инструмент располагай в строгом порядке. | Порядок                   |
| 5.  | При работе ищи удобного положения тела: наблюдай за своей установкой, по возможности садись; если стоишь, то ноги расставляй, чтобы была экономная опора. | Установка                 |
| 6.  | Не берись за работу круто, входи в работу исподволь. | Вход в работу             |
| 7.  | Если надо сильно приналечь, то сначала приладься, испробуй на полсилу, а потом уже берись вовсю.                                                          | Вход в работу             |
| 8.  | Не работай до полной усталости. Делай равномерные отдыхи.                                                                                                 | Режим                     |
| 9.  | Во время работы не ешь, не пей, не кури. Делай это в твои рабочие перерывы.                                                                               | Режим                     |
| 10. | Не надо отрываться в работе для другого дела. | Режим                     |
| 11. | Работай ровно, работа приступами, сгоряча портит и работу, и твой характер.                                                                               | Выдержка                  |
| 12. | Если работа не идёт, не волнуйся: надо сделать перерыв, успокоиться и снова за работу.                                                                    | Выдержка                  |
| 13. | Полезно в случае неудачи работу прервать, навести порядок, прибрать рабочее место, облюбовать его и снова за работу.                                      | Выдержка                  |
| 14. | При удачном выполнении работы не старайся её показывать, лучше потерпи.                                                                                   | Выдержка                  |
| 15. | В случае полной неудачи — легче смотри на дело, попробуй сдержать себя и снова начать работу.                                                             | Выдержка                  |
| 16. | Кончил работу и прибери всё до последнего гвоздя, а рабочее место вычисти.                                                                                | Ещё раз чистота и порядок |

3 июня 1921 г. состоялась встреча А. К. Гастева с В. И. Лениным, с которым Гастев был знаком ещё по швейцарской эмиграции. Гастев получает поддержку всех своих идей, направленных на научную организацию труда (НОТ).
28 августа 1921 г. Совет труда и обороны (СТО) под председательством В. И. Ленина по докладу Г. М. Кржижановского, С. Г. Струмилина (Госплан) и А. К. Гастева (ВЦСПС) признал созданный при ВЦСПС Институт труда центральным учреждением Советской Республики и с этого момента он стал именоваться Центральный институт труда ВЦСПС (ЦИТ). Декретом СТО об организации и задачах Центрального института труда, за подписью В. И. Ленина, ЦИТ был признан «учреждением по разработке, демонстрации и пропаганде принципов научной организации труда и подготовки рабочей силы». Институт труда, созданный в 1920 г. при ВЦСПС, и Институт экспериментального изучения живого труда Наркомтруда были объединены в Центральный институт труда (ЦИТ), который возглавил А. К. Гастев.
В 1931 передан в ведение ВСНХ СССР.

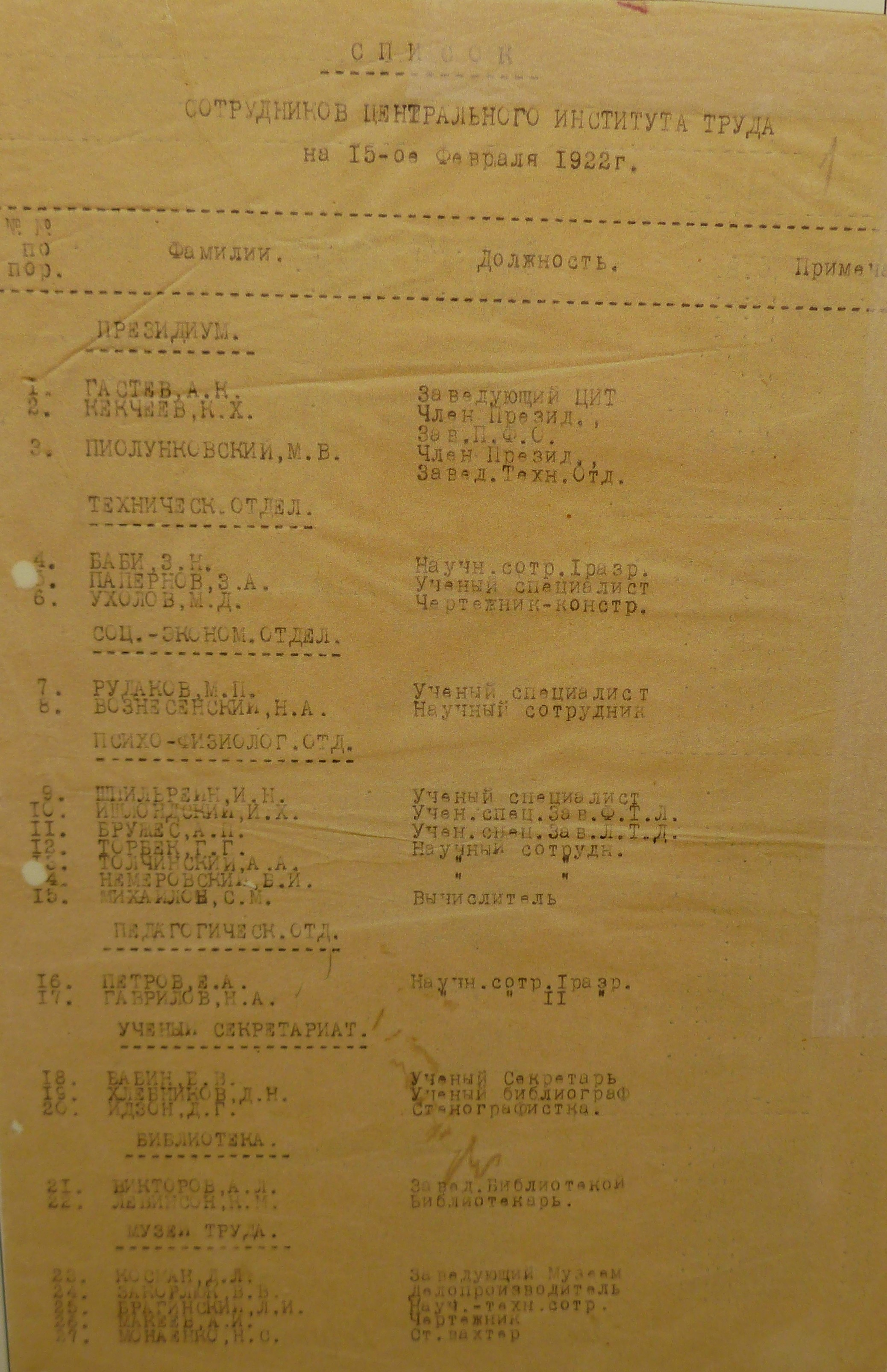
Список сотрудников ЦИТ на 15 февраля 1922 года (1 страница)

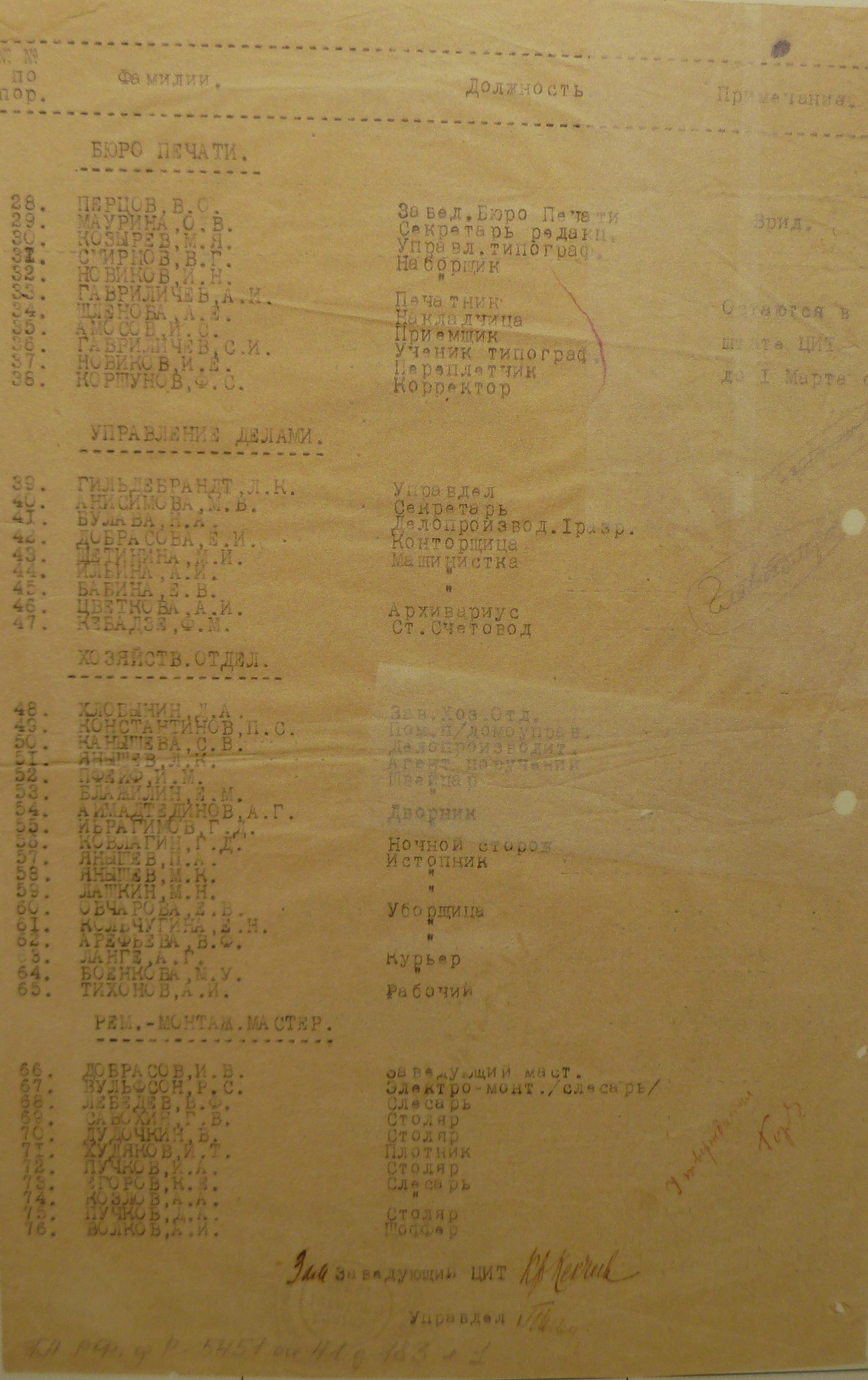
Список сотрудников ЦИТ на 15 февраля 1922 года (2 страница)

Во второй половине 1930-х деятельность ЦИТ подвергается критике, прикладные науки о труде обвиняют в идеализме и методологической нейтральности, им навешивается ярлык «буржуазных» наук. Закрываются все лаборатории по промышленной психотехнике и психофизиологии труда, в значительной степени свертывается работа ЦИТа и местных институтов труда (в 1920-х годах их было свыше 10). В 1939 году основателя и бессменного руководителя ЦИТ Гастева расстреляли за антисоветскую деятельность.
В конце 1940 года ЦИТ передан в наркомат авиационной промышленности (НКАП). Деятельность института была перепрофилирована и сконцентрирована на авиационной промышленности. 24 ноября 1940 г. на базе ЦИТ приказом Наркомата авиационной промышленности СССР был создан Трест организации авиационной промышленности «Оргавиапром», которым руководил один из создателей авиационной промышленности СССР П. Г. Щедровицкий. 27 апреля 1944 г. Трест «Оргавиапром» был переименован в Научно-исследовательский институт по организации авиационной промышленности «Оргавиапром» (НИИ «Оргавиапром»). 26 мая 1947 г. приказом Министерства авиационной промышленности СССР НИИ «Оргавиапром» был переименован в Научно-исследовательский институт технологии и организации производства (НИАТ)..
В настоящее время правопреемником ЦИТ является Национальный институт авиационных технологий (НИАТ).

### Ведомственная принадлежность
- Всесоюзный центральный совет профессиональных союзов (30 июля 1920 — 31 декабря 1931)[5][6]
  - Институт труда (30 июля 1920 — 21 мая 1921)
  - Центральный институт труда (21 мая 1921 — 31 декабря 1931)
- Высший совет народного хозяйства СССР (1 — 5 января 1932 года)

## Направления деятельности

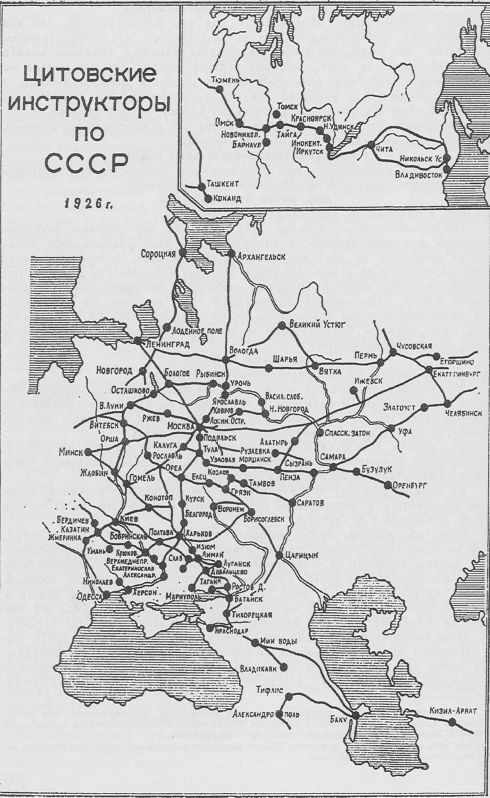
ЦИТовские инструкторы по СССР, 1926

Основным направлением деятельности ЦИТа были проблемы рационализации приемов и методов труда, подготовки рабочих кадров. ЦИТ разработал на основе доктрины «трудовых установок» Гастева оригинальную технологию профессионального обучения — «систему (метод) ЦИТа», ориентированную на стандартизованную, ускоренную, программированную и массовую подготовку квалифицированных рабочих. Этот метод был основан на обучении рабочих определённым, наиболее рациональным трудовым приёмам изготовления продукции на основе расчленения операций на приёмы и движения, изучения их и отбора наиболее рациональных. Система ЦИТа использовалась при подготовке инструкторов производственного обучения, промышленных администраторов, военных кадров и других, а также при создании программ для школ ФЗУ и профшкол.
В 1924 г. при Центральном институте труда было организовано акционерное общество «Установка», занимавшееся внедрением новшеств на предприятиях. По характеру деятельности его сравнивают с крупной современной консалтинговой фирмой. Услуги «Установки» быстро приобрели популярность у большого числа руководителей, хотя за них нужно было платить. У института появились деньги, через полгода он отказался от государственного финансирования.
Расцвет практической деятельности ЦИТа пришелся на 1930-1934-е годы, масштаб его деятельности характеризуют следующие данные:
- Свыше 400 предприятий и строек, которые обслуживал ЦИТ.
- Свыше 500 тыс. рабочих, подготовленных на базах ЦИТ. В частности, для Сталинградского тракторного завода в начале 1930 года было подготовлено более 8 тыс. человек. Ни одна система подготовки рабочей силы, кроме цитовской, не могла угнаться за такими темпами.[8]
- Около 200 профессий, по которым ЦИТ проводил обучение специалистов,
- Около 1700 учебных пунктов (баз, цехов) ЦИТ было создано в разных уголках страны, в них инструкторы ЦИТ проводили обучение рабочих рациональным приемам и методам труда,
- Свыше 20 тыс. инструкторов, организаторов производства были подготовлены в ЦИТ.

Инструкторы ЦИТ действовали во всех ведущих отраслях народного хозяйства — в машиностроении, металлургии, строительстве, лёгкой и лесной промышленности, на железных дорогах и автотранспорте, в сельском хозяйстве и даже в военно-морском флоте. ЦИТ также проводил «трудовые чемпионаты» — прообраз профессиональных конкурсов.

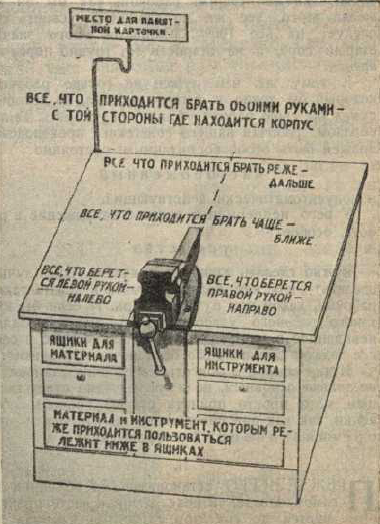
Правильное расположение инструмента. Из памятки ЦИТ для рабочих, 1924

Основными направлениями деятельности ЦИТа, после того как он окончательно сформировался, были:
1. Общеметодологическая работа по научной организации труда и производства, состоящая из исследования различных форм современной организации труда и производства, выработки методов и системы их рационализации, а также технической реконструкции производства.
2. Проектирование организации труда и производства на основе разрабатываемых методов проектирования как организации рабочих мест, так и организации труда и производства в подразделениях и на предприятиях.
3. Организация производственной подготовки промышленных кадров по издаваемым методам обучения для текстильной, строительной, машиностроительной, угледобывающей и металлургической промышленностей, авто, транспорта и сельского хозяйства.
4. Психофизиологические исследования производственного поведения работников в так называемой трудовой клинике ЦИТ, в которой изучалась работа сердечно-сосудистой и дыхательной систем человека, осуществлялся контроль его утомляемости, энергетических затрат, количества и качества выполняемой работы.
5. Разработка и внедрение новых методов работы, рациональных инструментов, приспособлений, а также конструирование политехнического оборудования.
6. Работа в армии по улучшению её боевой и технической подготовки, в частности, работа по подготовке пилотов.

Отличительной особенностью методов исследования и рационализации трудовых процессов, проводимых ЦИТ, было сосредоточение внимания на отдельном рабочем месте и на строго ограниченных операциях — так называемое исследование на узкой базе.
ЦИТ стал первым учреждением, разрабатывавшим проблемы подготовки квалифицированных рабочих на экспериментальной основе. Его базами были лаборатории и «трудовая клиника» ЦИТа, опытные станции («оргастанции»), учебно-установочные цехи на предприятиях; АО «Установка», имевший экспериментальные заводы для подготовки учебного, опытного оборудования.
Также впервые в мировой практике ЦИТ начал разработку методов проектирования организации труда при проектировании предприятий. Обобщая этот опыт, А. К. Гастев писал: «Было очень симптоматично, что производственники-инженеры, имевшие солидный производственный стаж, пробывшие в длительных командировках в Германии и Америке, вначале не только изумлялись какому-то такому проектированию рабочего состава, но и подкрепляли своё изумление компетентной ссылкой на то, что ничего подобного нет ни в Германии, ни в Америке»". Там же он писал: «Постановка самой проблемы — проектирования — инициатива самого ЦИТа».
ЦИТ шел от разработки организационных стандартов к проектированию на их основе организации труда на рабочих местах, затем к проектированию так называемого рабочего фронта, а затем к построению всей сложной системы организации труда и производства в цехе и на предприятии в целом.
Особое значение придавалось проработке вопросов «развертывания» предприятий, то есть проектированию таких процессов организации, как ввод производства в эксплуатацию и доведение его до проектной мощности, обеспечение предприятия работниками, их подготовка, производственное обучение.
Проектировочные работы ЦИТ осуществлялись в следующих направлениях:
- проектирование характерных «рабочих типов» на предприятиях (иначе — типизация разновидностей работников). Например: выделение работников, осуществляющих работу по изготовлению изделия целиком (универсальные работы); специализация работников на выполнении отдельных операций; выделение работников, на вспомогательные и обслуживающие работы;
- проектирование производственных характеристик рабочего состава, то есть работников;
- проектирование организации труда (функциональной расстановки работников) на каждом рабочем месте, в пролёте, цехе;
- проектирование необходимого количества работников на основе расчетов по обслуживанию оборудования и технологических процессов;
- проектирование установочных (опытных, экспериментальных) цехов предприятия, где будут вести подготовку работников, а также проводить опытные работы по оснащению рабочих мест и механизмов различными приспособлениями, оснасткой.

На основе всех указанных видов проектирования ЦИТ добивался получения новых, более высоких форм организации труда на производстве. Объектами проектирования стали десятки крупнейших предприятий страны, в том числе Ростовский завод сельскохозяйственных машин. Харьковский и Сталинградский тракторные заводы, Уралмашстрой — гиганты машиностроения.

Реконструированные установки ЦИТ на выставке в Ельцин-центре, декабрь 2020 года
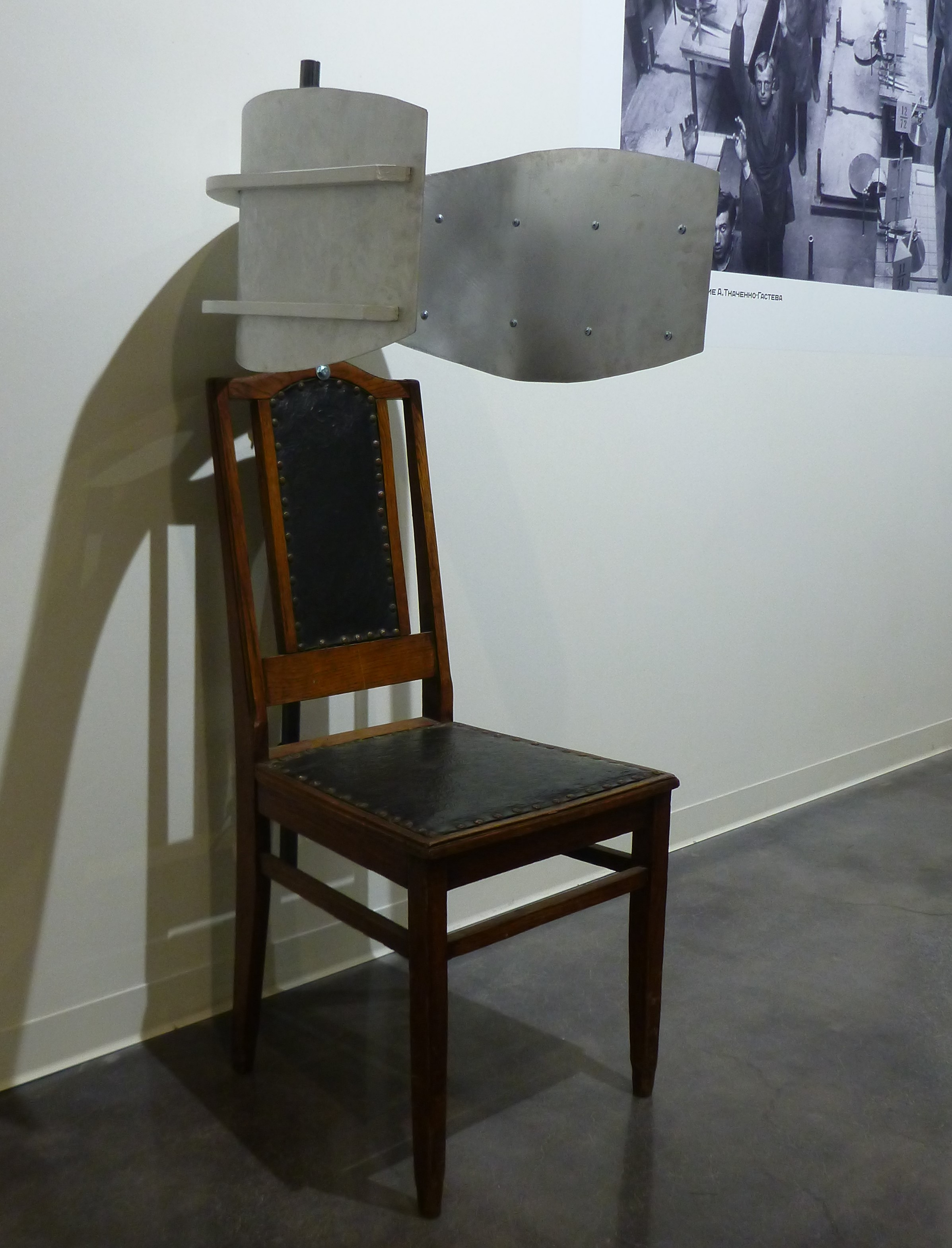
Стул для тренировки внимания
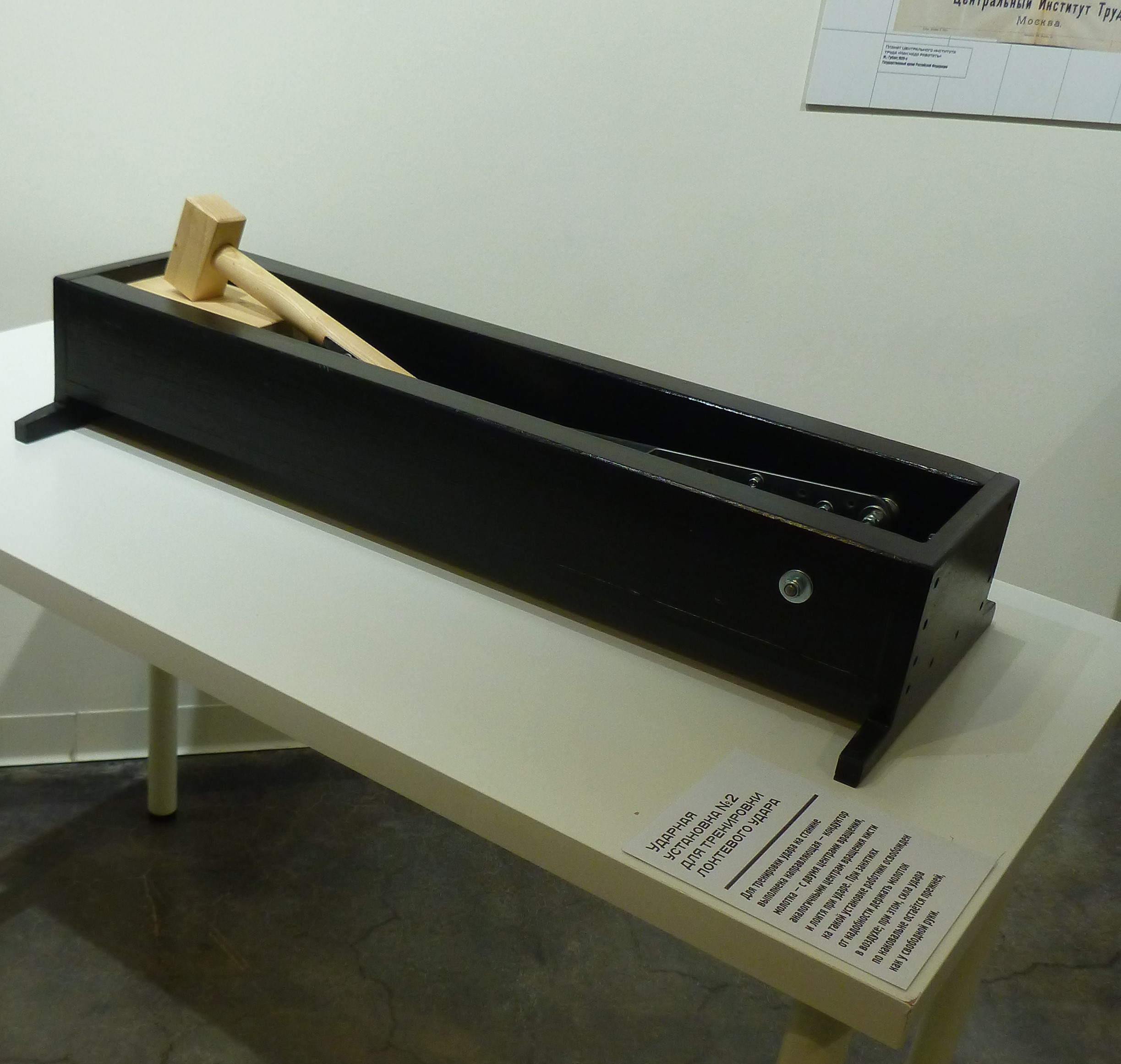
Ударная установка для тренировки локтевого удара
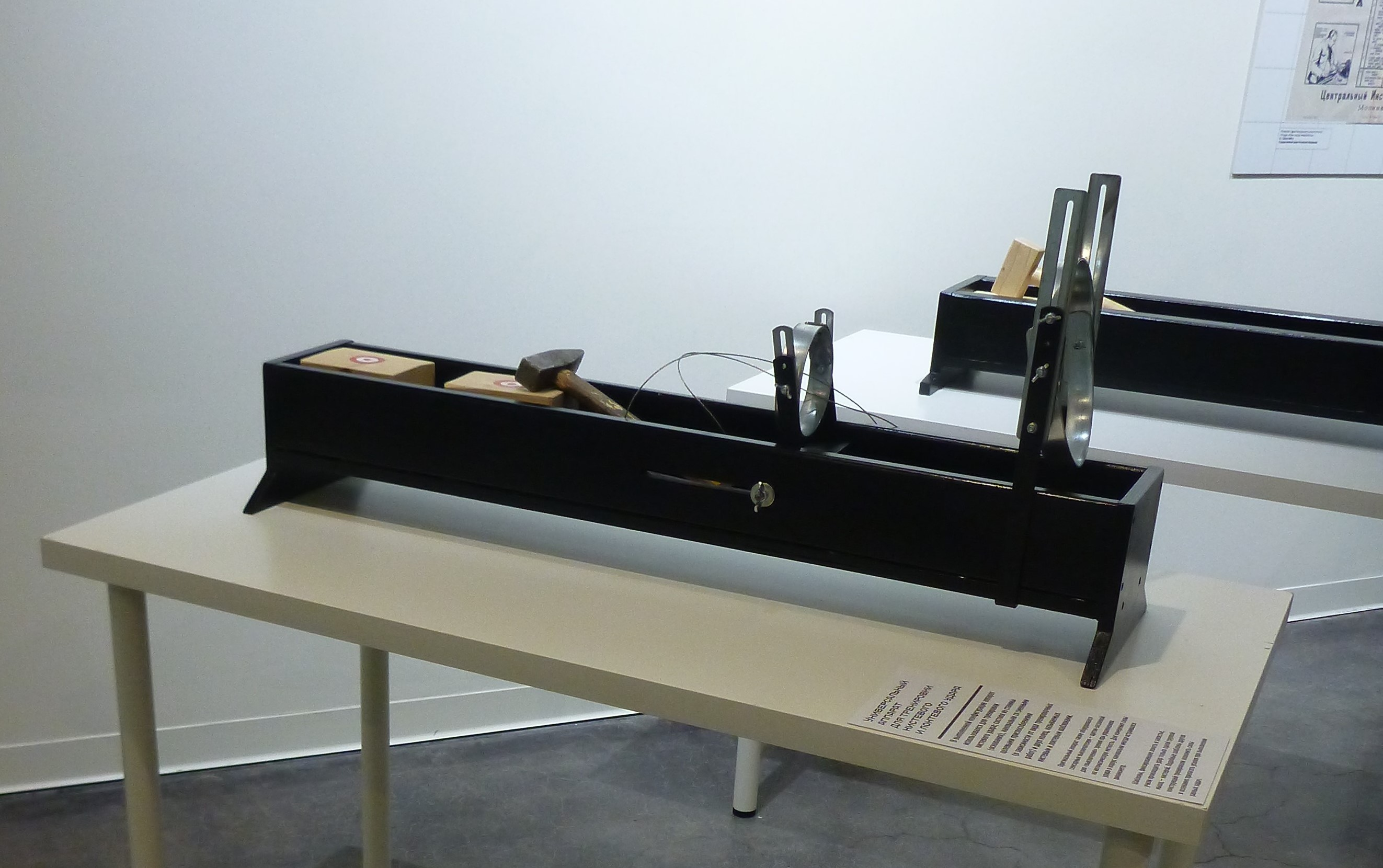
Универсальный аппарат для тренировки кистевого и локтевого удара
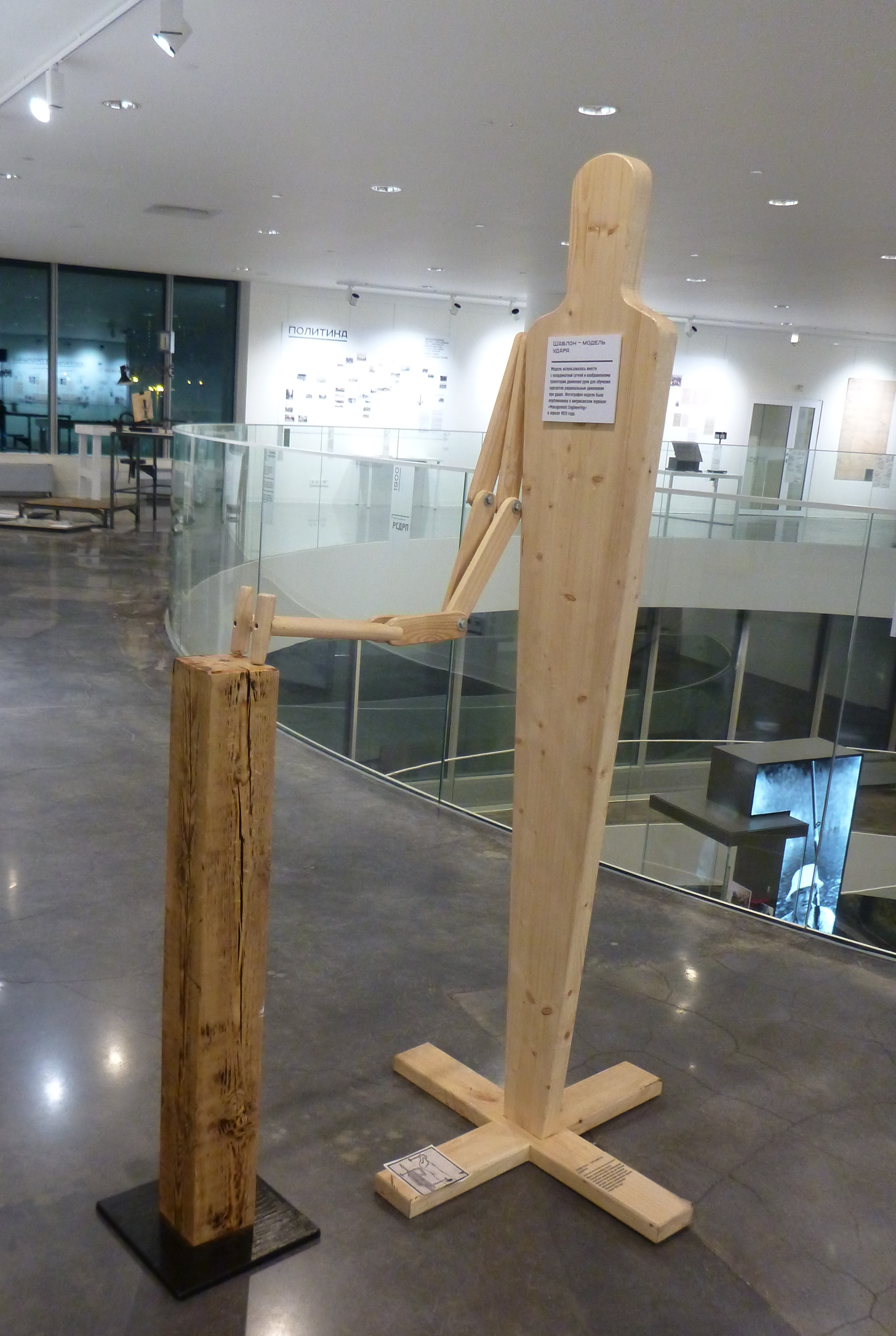
Шаблон-модель удара. Фотография оригинала была опубликована в апреле 1923 года в американском журнале «Management Engineering»
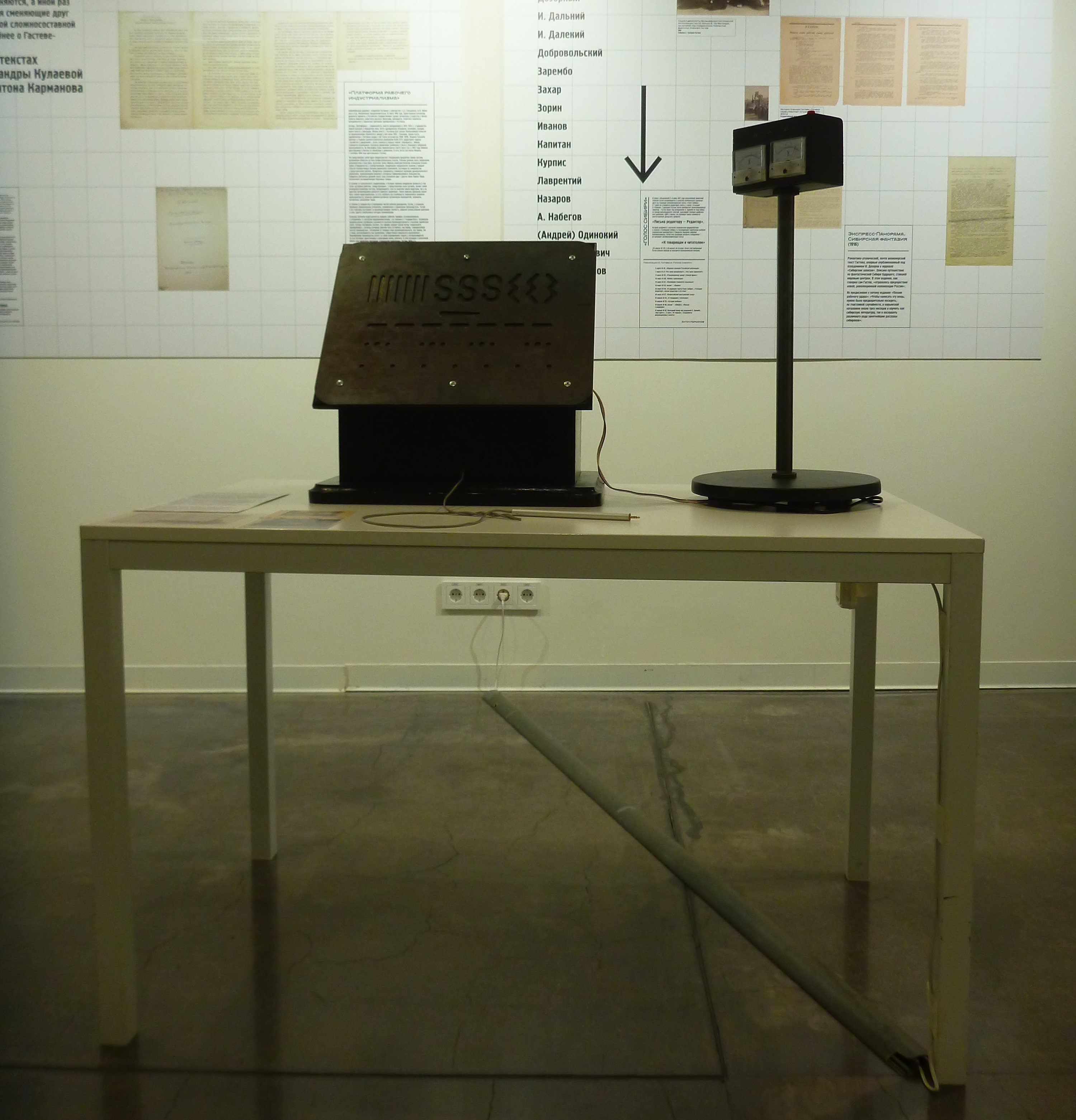
Тремометр Мёде для испытания зрительно-двигательной координации и определения тремора

## Публикации и периодические издания
Институт был самым крупным и продуктивным научно-исследовательским институтом в области организации труда и управления. А. Гастев написал более 200 монографий, брошюр, статей. Под его руководством институт превратился в ведущий исследовательский, учебный и практико-рационализаторский центр России в области научной организации труда и управления. Институт сочетал в себе исследовательское, педагогическое и консультационное учреждение, чего ещё не было даже в Европе.
А. Гастев с 1932 по 1936 гг. был главным редактором журнала «Вестник стандартизации» (ныне — «Стандарты и качество»).
ЦИТ издавал собственные труды, методические материалы, журналы «Установка рабочей силы» (1926-31) и «Организация труда» (1921-33). Специалисты ЦИТ публиковали статьи, освещающие зарубежные события в области НОТ с анализом передовых методик и новинок. В 1924 году доклад Гастева на Международном конгрессе по НОТ в Праге был выслушан с особым интересом, поскольку русские предложили практическую методику обучения и тренировки инструкторов на базе нового понимания организации труда, которой не было даже на Западе. Один из «отцов современного трудоведения» в США и сподвижник Тейлора Фрэнк Гилбрет (англ. Frank Bunker Gilbreth) признался, что «русские глубже нас входят в НОТ». Появились статьи и очерки в профессиональных журналах, в том числе в немецком журнале «Организация труда в промышленном хозяйстве», в «Бюллетене Тейлоровского общества», в промышленном журнале США «Менеджмент инженеринг».

## Известные сотрудники
Основатель и директор ЦИТ:
- Гастев, Алексей Капитонович

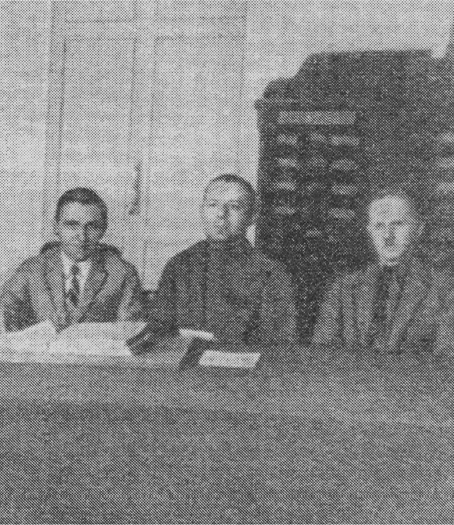
Е. А. Петров, Н. М. Бахрах, А. К. Гастев — на заседании Президиума ЦИТа, 1928

В ЦИТ работали инженеры, специалисты по биомеханике, психотехнике, психофизиологии труда, рефлексологии, экономисты в том числе:
- Бахрах, Натан Маркович — после передачи ЦИТ в ведение НКАП, главный инженер Московского авиационного завода № 39
- Бернштейн, Николай Александрович — заведующий лаборатории по изучению движений, позже лаборатории биомеханики
- M. P. Журавлев
- А. А. Кулябко — врач, впервые в мире ожививший сердце через 20 часов после его остановки
- Кекчеев, Крикор Хачатурович — заместитель директора и заведующий отделом изысканий (в области физиологии труда)
- Левитов, Николай Дмитриевич
- Немцов, Владимир Иванович — заведующий конструкторским бюро
- Перцов, Виктор Осипович
- Толчинский, Анатолий Абрамович — заведующий сенсорной лаборатории
- Шпильрейн, Исаак Нафтульевич